# Max Feiereis
Max Feiereis (* 27. Februar 1882 in Gusteutschel bei Hermsdorf, Schlesien; † 16. Februar 1960 in Dresden) war ein deutscher Militärmusiker, Musikdirektor und Dirigent.

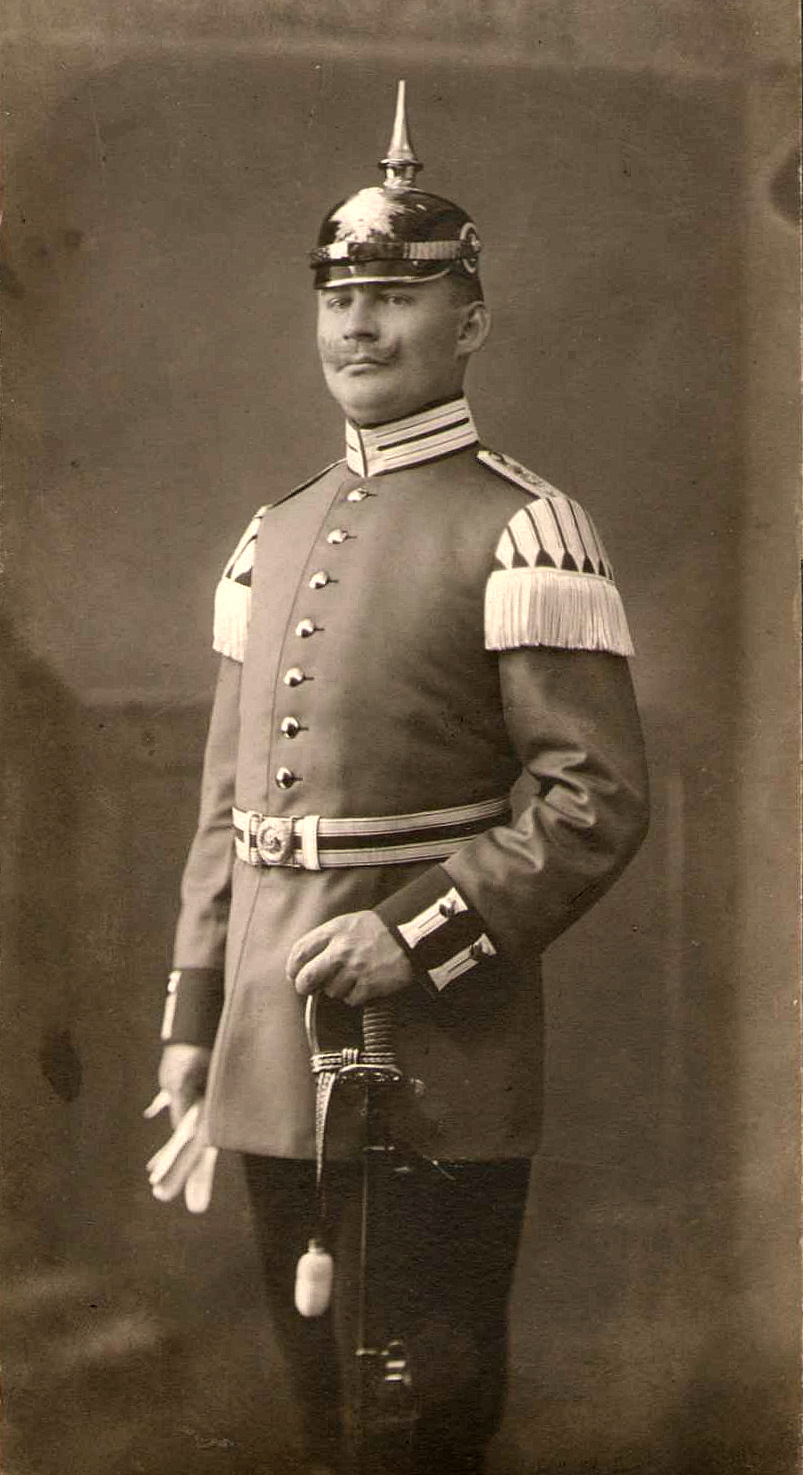
Porträt in Uniform …

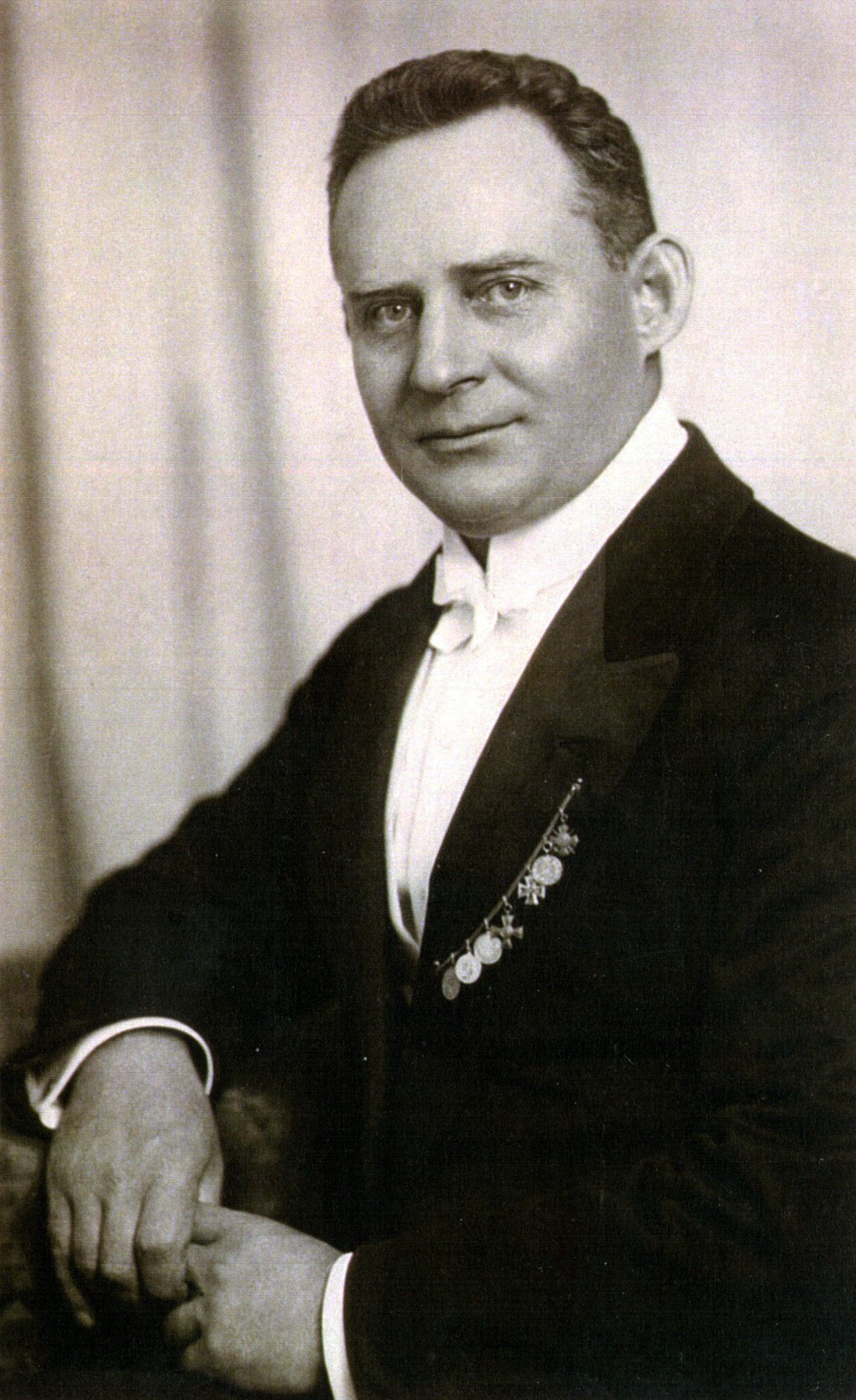
… und privat.

## Leben
Max Feiereis wurde 1882 in Gusteutschel (Kreis Glogau, heute Głogów) Niederschlesien geboren. Von 1896 bis 1899 absolvierte er eine musikalische Ausbildung beim Stadtmusikdirektor Edwin Gottlöber in Wehlen/Sächsische Schweiz, der ihn an das Kgl. Konservatorium Dresden vermittelte, wo er als Flötist ausgebildet wurde. In dieser Zeit wirkte Feiereis bereits als Solist in den Dresdner „Gewerbehauskonzerten“. 1901 schloss er sein Studium mit der höchsten Auszeichnung, dem Preiszeugnis, ab und trat danach in das Musikkorps des 2. Kgl. Sächs. Grenadier-Regiment Nr. 101 ein. Zusätzlich nahm er zur weiteren Vervollkommnung Unterricht bei namhaften Dirigenten der Stadt. Davon ausgehend wurde er 1906 als Hilfsoboist an das Kgl. Konservatorium zur Ausbildung als Kapellmeister kommandiert. 1910 beendete er sein Studium erfolgreich, erhielt für vorzügliche Leistungen den Preis der Mendelssohn-Bartholdy-Stiftung und übernahm am 1. August 1910 das Musikkorps des Grenadier-Regimentes Nr. 101 als Musikmeister.
Neben seinen militärischen Obliegenheiten bei Paraden, Wachaufzügen usw. trat Feiereis mit seinem Musikkorps in fast allen damals bekannten Konzertspielstätten Dresdens auf. Seine Darbietungen wurden mit viel Beifall aufgenommen. Der Leiter der Dreyssigschen Singakademie führte mit der gut vorbereiteten Kapelle erstmals in Dresden das Requiem von Hector Berlioz auf, und der bekannte Reformator der Gymnastik Émile Jaques-Dalcroze eröffnete seine Bildungsanstalt für Musik und Rhythmus in Hellerau mit diesem Orchester.
Der Erste Weltkrieg führte das Musikkorps mit seinem Regiment nach Frankreich. Am 23. April 1915 ernannte der sächsische König Friedrich August III. Feiereis zum Kgl. Musikdirektor. Zur Truppenbetreuung brachte er u. a. auch anspruchsvolle Titel, wie die Sinfonien Nr. 1 bis 8 von Ludwig van Beethoven in Originalbesetzung zur Aufführung.
Nach dem Krieg musste Feiereis durch die Reduzierung der Armee auf 100.000 Mann wegen seines niedrigen Dienstalters aus dem Militärdienst ausscheiden. Er gründete nun 1920 die zur Volkstümlichkeit gelangende Feiereis-Kapelle. Opern- und Operettenmelodien, Walzer und Lieder gehörten ebenso zu seinem Repertoire wie Titel der Unterhaltungs-, Tanz- und Militärmusik. 1925 eröffnete er mit seiner Kapelle den ersten Dresdner Opernball. Im Zeitraum von 1921 bis 1932 dirigierte er auch die Dresdner Philharmonie bei Sonntagskonzerten und spielte eine Vielzahl von Schellackplatten (nachweisbar 27 Titel für drei Firmen) ein.
Nach Reaktivierung im Herbst 1934 wurde Max Feiereis Obermusikmeister des neuaufgestellten Regimentes Döberitz (IR 48). Am 1. April 1936 konnte er nach Dresden zurückkehren, wo er als Stabsmusikmeister das Musikkorps des Infanterie-Regimentes 10 (später Pz.-Gren.-Reg. 108) übernahm. Außer seinen militärischen Aufgaben hatte er mit seinen Militärmusikern zahlreiche öffentliche Auftritte, von der Platzmusik bis zu großen Konzerten. In den ersten Kriegsjahren begleitete er seine Einheit bei den Einsätzen und hatte aktiven Anteil an der Truppenbetreuung. 1942 kehrte der nun 60-jährige nach Dresden zu seinem Ersatz-Truppenteil zurück, wo er bis Kriegsende (letztes öffentliches Konzert im Januar 1945) als Musiker tätig war.
Aus der Gefangenschaft nach dem Zweiten Weltkrieg entlassen, bei den Luftangriffen auf Dresden 1945 ausgebombt, war der berufliche Neubeginn für ihn nicht leicht. Er erteilte zunächst Klavier-, Flöten- und Violinunterricht und konnte ab 1950 wieder dirigieren. Mit dem Dresdner Konzertorchester musizierte er nun bis 1958 in den vom Krieg verschont gebliebenen Kulturstätten der Stadt, aber auch auf Schiffen der „Weißen Flotte“ auf. Am 16. Februar 1960 ist Max Feiereis in Dresden verstorben.